# Лесное (Омская область)
Лесное — село в Таврическом районе Омской области. Входит в состав Сосновского сельского поселения.

## География
Расположено в 14,5 км к юго-западу от села Сосновское.

## История
В 1962 году указом Президиума Верховного Совета РСФСР населённый пункт третьего отделения Сосновского совхоза переименован в село Лесное.

## Население
В 1979 году 60 % населения села составляли немцы.
| год     | 1979 | 1989 | 2010 |
| ------- | ---- | ---- | ---- |
| человек | 219  | 186  | 93   |